# 雅克卡潘·普拉苏万
雅克卡潘·普拉苏万（1994年8月16日—），泰国足球运动员，司职后卫。現效力於泰超球会BG巴吞聯，也代表泰国国家足球队。

## 荣誉

### 俱乐部
蒙通联
- 泰国冠军杯冠军：2021、2022

### 国家队
泰国
- 东南亚足球锦标赛冠军：2022